# Nicolaus ("Nils") Otto Ahnfelt
Nicolaus ("Nils") Otto Ahnfelt (1801 - 1837) foi um botânico sueco.